# Paullinia manarae
Paullinia manarae là một loài thực vật có hoa trong họ Bồ hòn. Loài này được Steyerm. mô tả khoa học đầu tiên năm 1968.